# Van Loc : un grand flic de Marseille
 (mai 2025).
Motif : Où sont les sources secondaires attestant de la notoriété de cette série au regard des critères généraux ou spécifiques?
- Archive Wikiwix
- Bing
- Cairn
- DuckDuckGo
- E. Universalis
- Gallica
- Google
- G. Books
- G. News
- G. Scholar
- Persée
- Qwant
- (zh) Baidu
- (ru) Yandex
- (wd) trouver des œuvres sur Wikidata

| 1. | Préciser le motif de la pose du bandeau. | Précisez le motif de la pose du bandeau en utilisant la syntaxe suivante : {{admissibilité à vérifier\|date=mai 2025\|motif=remplacez ce texte par le motif}}                                             |
| 2. | Informer les utilisateurs concernés.     | Pensez à avertir le créateur de l'article, par exemple, en insérant le code ci-dessous sur sa page de discussion : {{subst:avertissement admissibilité à vérifier\|Van Loc : un grand flic de Marseille}} |

Van Loc : un grand flic de Marseille est une série télévisée française en 
8 épisodes de 90 minutes diffusée du 30 janvier 1992 au 8 janvier 1998 sur TF1.

## Synopsis
La série relate des enquêtes fictives du commissaire Van Loc à la tête du GIPN de Marseille dans les années 1990.

## Distribution
- Georges Nguyen Van Loc : lui-même
- Denis Karvil : Mallet
- Françoise Viau : Martine Van Loc
- Helmut Berger : Michael Bogner
- Cyrille Artaux : Varga
- Philippe Héliès : Thellier
- Pascale Pellegrin : Sonia
- Michel Barbey :  Ferreira
- Jacques Germain : Costello
- Marc Maurin : Galian
- Richard Rotanti: Gomez
- Laurence Calabrese : Mme Varga
- Cyrille Menigault : Pascal Bogner
- Nanouk Broche : Maud
- Robert Ripa : Zecco
- Rémy Ventura : lui-même
- Pierre Bachelet : Charleval
- José ZAFRILLA : un flic
- Jean-François Poron : Martial Narbone

## Épisodes
1. Van Loc, le flic de Marseille (30 janvier 1992)
2. La Grenade (25 mars 1993)
3. La Vengeance avec Helmut Berger (2 décembre 1993)
4. L'Affaire Da Costa, avec Sheila (21 novembre 1994)
5. Victoire aux poings (14 décembre 1995)
6. Ennemis d'enfance avec Jean-François Poron (8 janvier 1997)
7. Pour l'amour de Marie, avec Pierre Bachelet (16 janvier 1997)
8. La Relève (8 janvier 1998)

## Diffusions internationales
La série a été diffusée par la chaine vietnamienne VTV3 entre 2001 et 2003.